# 北欧神話に関連する作品一覧
北欧神話に関連する作品一覧（ほくおうしんわにかんれんするさくひんいちらん）では、北欧神話に関連する作品を集める。

## 原典
- スノッリのエッダ - 13世紀にスノッリ・ストゥルルソンが著した詩の教本。
  - ギュルヴィたぶらかし
  - 詩語法
  - 韻律一覧
- 古エッダ（エッダ詩） - 王の写本など多くの写本の中に残された詩群。
  - 巫女の予言

## 周辺作品
- サガ - 書物やルーン文字石碑などの中に残された英雄伝説や人々の記録。
  - ヘイムスクリングラ - ユングリング家のサガなどが収められている。
- サットル - 散文形式の挿話。
- スカルド詩 - スカルドによって作られた詩群。
- ゲルマーニア - 1世紀にタキトゥスが著した歴史書。
- デンマーク人の事績 - 13世紀初頭にサクソ・グラマティクスが著したデンマークの歴史書。北欧神話の神々は人間として登場する。
- ベーオウルフ - 8世紀末に成立したとされる、デンマークを舞台に古英語で書かれた叙事詩。
- ニーベルンゲンの歌 - 13世紀初頭に成立したとされるドイツの叙事詩。

## 北欧神話を題材・モチーフとする近現代の作品

### 文学
- 指輪物語 - 20世紀中頃に書かれたJ・R・R・トールキンの小説。
- 神々の角笛 - L・スプレイグ・ディ＝キャンプとフレッチャー・プラットの協同執筆による、現代人が北欧神話の世界に紛れ込む、パロディ作品。
- オオカミと氷の魔法使い（マジック・ツリーハウスシリーズ） - 2004年（日本語版は2006年）に刊行された児童文学。
- 摩訶不思議ネコムスビ　池田美代子作、児童文学。全12巻

### 音楽
- ニーベルングの指環 - 19世紀に書かれたリヒャルト・ワーグナーのオペラ。
- シークレット・オブ・ザ・ルーンズ - スウェーデンのシンフォニックメタルバンド・セリオンの8thアルバム。

### 美術
- 冬至の生贄 - 1915年に制作されたカール・ラーションによる絵画。

### ゲーム
- アルシャード
- いつか、届く、あの空に。
- ウィズ アニバーサリィー
- ヴァルキリープロファイルシリーズ
- オーディンスフィア
- 鋼炎のソレイユ
- 白銀のソレイユ
- テイルズ オブ ファンタジア・テイルズ オブ シンフォニア
- 伝説のオウガバトル
- バトルスピリッツ
- ファイアーエムブレムシリーズ（特に聖戦の系譜、聖魔の光石、ヒーローズ）
- ファイナルファンタジーシリーズ
- ボクらの太陽シリーズ
- マックスペイン（1作目）
- ラグナロクオンライン
- ロックマンゼロシリーズ
- 斬撃のREGINLEIV
- Too Human（北欧神話のサイバーパンク化という、独特の設定になっている。）
- GOD OF WAR（PS4）
- STEINS;GATE
- アサシン クリード ヴァルハラ

### アニメ・漫画
- マイティ・ソー - 雷神ソー（トール）を主人公としたアメリカンコミック。
- 蒼穹のファフナー
- 聖闘士星矢 アスガルド編（テレビ）・神々の熱き戦い（映画）
- 魔探偵ロキ
- ヴィンランド・サガ
- ああっ女神さまっ
- あずみ椋の諸著作（「緋色い剣」他）
- 史上最強の弟子ケンイチ
- 遊☆戯☆王5D's
- ロッテのおもちゃ!
- 進撃の巨人
- 戦翼のシグルドリーヴァ
- ベイブレードバーストシリーズ（北欧神話に関連したモチーフのベイブレードが登場している）